# 刘家山乡
刘家山乡是中国陕西省榆林市佳县下辖的一个乡。2011年，刘家山乡被撤销，辖境并入乌镇。

## 行政区划
刘家山乡下辖以下行政区：
刘家山村、黄家梁村、关西峁村、桃元沟村、秦家硷村、南沟村、拓家硷村、王城村、郭家圪劳村、前姚家沟村、后姚家沟村、张家堡则村、高起家坬村、高家下坬村、闫家峁村、马家沟村、赵家坡村、艽菜沟村、申家庄村、刘百治村、暴家庄村、雷家兴庄村、吕家沟村、暖水沟村。